# Bitomus pappi
Bitomus pappi är en stekelart som beskrevs av Vladimir Ivanovich Tobias 1998. Bitomus pappi ingår i släktet Bitomus och familjen bracksteklar. Inga underarter finns listade.